# Claude Farrère
Claude Farrère, nom de plume de Frédéric Charles Pierre Édouard Bargone, né le 27 avril 1876 à Lyon (Rhône), mort le 21 juin 1957 à Paris (Seine), est un officier de marine et un écrivain français.

## Biographie

### Carrière militaire
Claude Farrère effectue ses études secondaires au lycée Thiers, puis au lycée de Toulon. Suivant les traces de son père, Pierre Bargone (1826-1892), lieutenant-colonel d’infanterie de marine, il se lance dans une carrière militaire et entre en 1894 à l’École navale. En 1899, il sert en Extrême-Orient sur le cuirassé Vauban, puis sur le croiseur Descartes et prend part à l'occupation du Kouang-Tchéou-Wan au sud de la Chine. Il est promu enseigne de vaisseau en 1899. Il sert en 1901 sur le cuirassé Massena dans l'escadre du Nord, puis l'année suivante sur la vieille frégate-cuirassé Couronne, en école de canonnage dont il sort breveté. En 1903, il sert sur le contre-torpilleur Vautour à Constantinople, navire commandé par le commandant Viaud (alias Pierre Loti).
Lieutenant de vaisseau en 1906, il sert sur le cuirassé Brennus (1907) puis sur l'aviso Cassini (1908) où il prend part à des opérations sur les côtes marocaines. En 1910, il est affecté au service Renseignement et travaux historiques (le futur Service historique de la Marine) de l'état-major de la Marine. Il est mis en disponibilité par le ministre de la Guerre, l'amiral Boué de Lapeyrère à la suite d'un article qu'il a écrit sur la crise de la marine nationale française.
Il est réintégré en septembre 1911 avec un embarquement sur le croiseur-cuirassé Ernest Renan. Il quitte la marine début août 1914 pour intégrer comme inspecteur d'armement la Compagnie générale maritime mais il est rappelé en août 1914 au début de la guerre et sert sur le croiseur-cuirassé Amiral Aube. Il se fait détacher dans l'armée de terre en 1917 et commande une batterie d'assaut, et obtient la Croix de guerre le 23 octobre 1917 à la bataille de la Malmaison. Il est nommé  capitaine de corvette en août 1918.
Il démissionne de la Marine en octobre 1919 pour se consacrer entièrement à l’écriture.

### Décorations
- Commandeur de la Légion d'honneur par décret du 29 mars 1930[3]
  -  Officier de la Légion d'honneur par décret du 12 aout 1922
  -  Chevalier de la Légion d'honneur par décret du 12 juillet 1911
- Croix de guerre 1914–1918 (1917)

### Carrière littéraire
Son talent lui vaut un prix Goncourt en 1905 avec Les Civilisés. S’inspirant de son expérience et de ses voyages, il écrit principalement des romans à succès, mais aussi des récits de voyages, des ouvrages de marine et des essais sur l'actualité internationale. Il est l'ami de Pierre Louÿs, de Pierre Benoit (en compagnie duquel il eut un accident d'automobile sans gravité en date du 7 octobre 1929) et de Victor Segalen et porta une grande estime à Pierre Loti : 

« J'eus l'honneur de sa suprême confidence. C'est moi qu'il fit à son lit de mort, et déjà mort plus qu'à moitié, jurer de continuer après lui de combattre pour la Turquie, cette Turquie musulmane injustement condamnée par une Chrétienté qui n'a plus de chrétien que le nom. »

— Cent dessins de Pierre Loti commentés par Claude Farrère

Il précise aussi qu'il a servi quatorze ou quinze mois sous ses ordres, 

« dans l'intimité d'un petit navire, quand il avait cinquante-trois ans et moi vingt-sept ; ma vie à moi semble avoir été calquée sur la sienne. J'ai été, comme Loti, un jeune officier pauvre et j'ai dû, comme lui, aider ma mère à vivre, parce que sa pension de veuve (1 667 francs par an !) lui avait à peine suffi pour qu'elle pût me pousser vers cette École navale, qui avait été mon rêve constant, avant même que j'eusse seulement vu l'eau salée. Et, par la suite, tout ce qui advint à  Loti m'est advenu. »

L'œuvre de Claude Farrère fut parfois rapprochée de celle de ce dernier. Ainsi, il s'intéresse particulièrement à la Turquie qu'il a visitée onze fois à partir de 1902, et surtout au Japon auquel il voue une amitié qui ne s'est jamais démentie, illustrée par un de ses premiers livres, La Bataille qui se déroule au Japon, à Nagasaki, en 1905, à l'approche de la bataille de Tsushima entre les flottes japonaise et russe. Farrère est invité par le gouvernement japonais en 1938 en tant qu'écrivain « indépendant ». Au cours de ce séjour, il se rend en Chine du Nord, en Corée et au Mandchoukouo, et est décoré de l'insigne de deuxième classe de l'ordre du Trésor sacré[réf. nécessaire]. Il a également écrit un recueil de nouvelles fantastiques, L'Autre côté, dont certaines ont été reprises dans Fiction. En 1906, il publie L'Homme qui assassina (avec des illustrations de Ch. Atamian) : vingt ans avant Agatha Christie, Claude Farrère fait de l'assassin le narrateur d'un roman policier.
Le 22 décembre 1919 il épouse dans le 16e arrondissement de Paris, Joséphine Victorine Roger dite Henriette Roggers,  artiste dramatique de trois ans son aînée qui sera quelques années plus tard pensionnaire de la Comédie-Française. Le couple n'a pas d'enfants et après le décès de sa femme, le 22 janvier 1950, Farrère reste veuf.

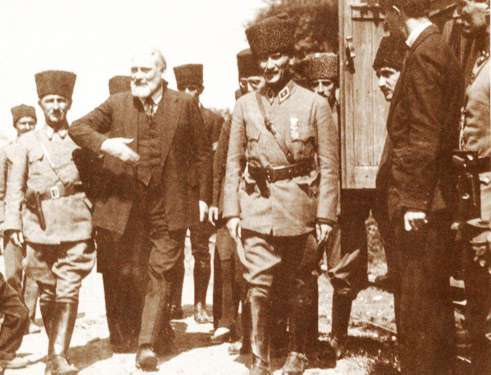
Claude Farrère rendant visite à Atatürk à Izmit en 1922.

Il soutient l'Empire ottoman pendant les guerres balkaniques, puis le mouvement kémaliste pendant la guerre d'indépendance turque.
Ses idées sur ce sujet sont résumées dans l'avant-propos d'un roman qu'il publie en décembre 1921 :

« J'ai deux raisons qui justifient ma sympathie : une raison d'intérêt et une raison de sentiment. La raison d'intérêt, je l'ai vingt fois exposée, dans trop d'articles et dans trop d'études dont j'ai, de 1903 à 1921, encombré les revues, les journaux, les magazines même. Je reviens encore là-dessus […] dans tout le Proche-Orient, les intérêts français sont liés, et mieux que liés : mêlés, enchevêtrés, confondus avec les intérêts turcs. Chaque pas perdu par la Turquie fut toujours un pas perdu par la France. »
Quant à la raison de sentiment, « Les Turcs […] ont de la conscience. Ils en ont même infiniment plus que les chrétiens d'Orient, que les orthodoxes levantins. »
Il se justifie en faisant valoir son expérience : « J'ai vécu en Orient deux ans et demi, de 1902 à 1904. J'y suis retourné de 1911 à 1913. […] Et tous mes camarades, tous les officiers français qui ont comme moi vécu en Turquie, si peu que c'ait été, partent comme je suis parti et reviennent comme je suis revenu. »

Cependant, il regrette, à partir de 1925, la politique laïciste de Mustafa Kemal Atatürk. Farrère revient sur cet engagement en rééditant, en 1930, sous forme de livre, Turquie ressuscitée, publié comme un très long article en décembre 1922, et qui est le récit de son voyage en Turquie peu avant l'offensive finale d'août-septembre 1922 contre les forces grecques.

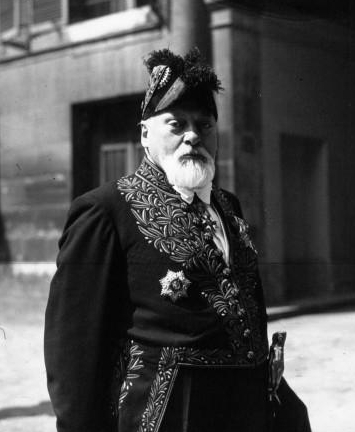
Claude Farrère en costume de l'Académie française.

Le 6 mai 1932, Claude Farrère assiste au salon annuel des écrivains anciens combattants à l’hôtel Salomon de Rothschid, à Paris. Alors qu’il s’entretient avec le Président de la république, Paul Doumer, venu inaugurer l’événement, ce dernier se fait tirer dessus à deux reprises et en meurt le lendemain à l’aube. Claude Farrère, lui-même touché au bras, parvient tout de même à déstabiliser le tireur, Paul Gorgulov, un émigré russe qui, manquant de se faire lyncher par l'assistance, sera finalement maîtrisé par les inspecteurs de la sûreté.
En 1933, il s’engage au sein du Comité français pour la protection des intellectuels juifs persécutés ; il demande aussi à la France de faire bon accueil aux Juifs qui fuient l’Allemagne, à la fois au nom de la générosité et au nom de l’intérêt bien compris du pays : ce serait « une bonne affaire » d’accueillir ces Juifs, comme l’Allemagne avait accueilli des protestants français après la révocation de l’édit de Nantes.
Pendant l'entre-deux-guerres, il collabore au Flambeau, journal des Croix-de-feu; il adhère à cette association en novembre 1932. Par la suite, il publie dans Le Petit Journal, organe du Parti social français, qui a repris la succession politique des Croix-de-feu.
Il publie en 1934 une Histoire de la Marine française dans laquelle il explique que l'existence d'une marine a toujours été, en France, l'apanage d'une élite éclairée, en général peu soutenue par l'opinion publique, et que les grandes défaites subies par la France (début de la guerre de Cent Ans, Louis XIV, Napoléon) étaient généralement dues à l'absence d'une marine.

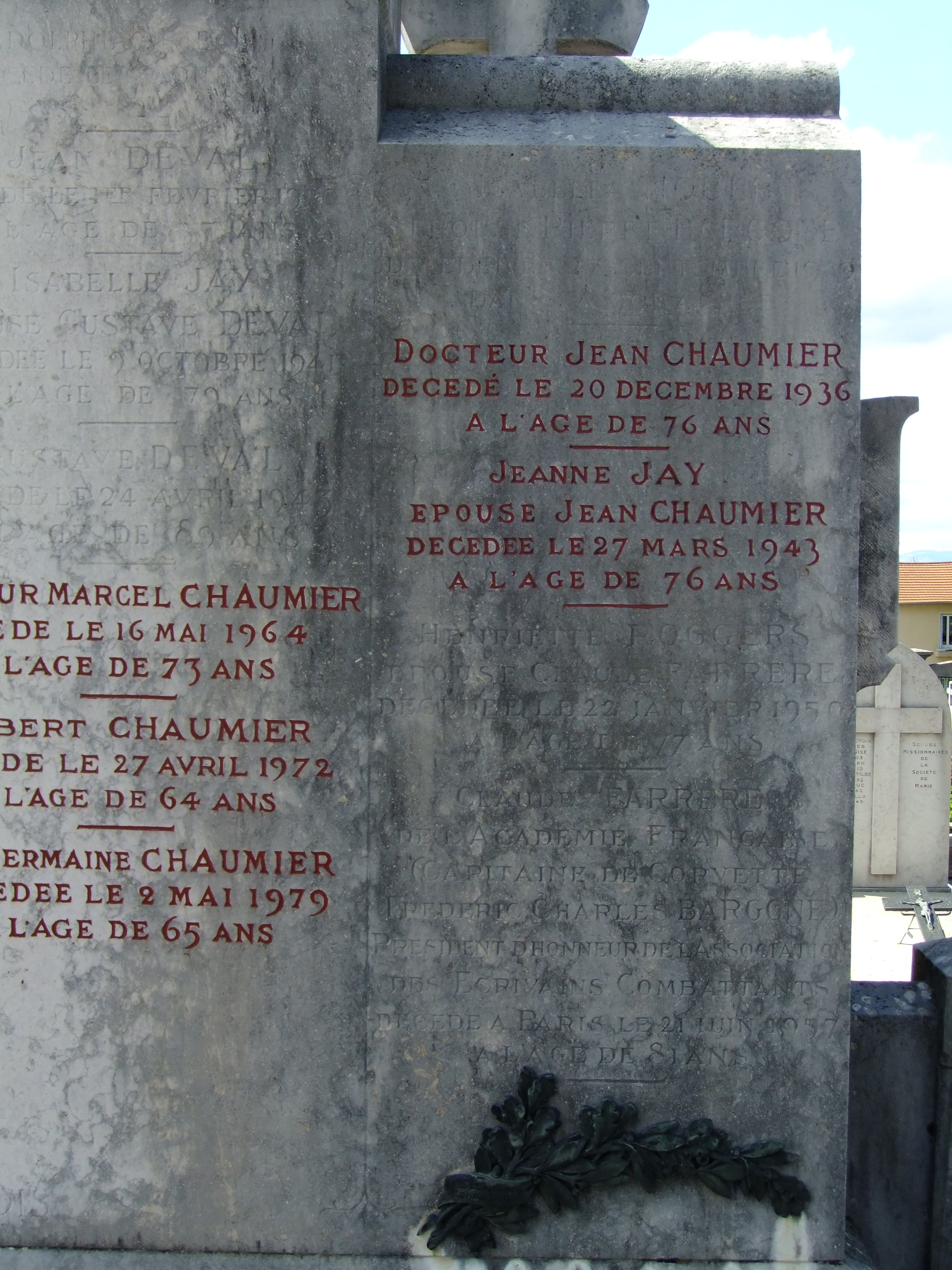
Inscription sur la sépulture de Claude Farrère, au cimetière de Sainte-Foy-les-Lyon.

Claude Farrère est élu à l'Académie française le 28 mars 1935, le même jour qu'André Bellessort et Jacques Bainville. Il bat de cinq voix son concurrent, Paul Claudel, pour succéder à Louis Barthou au 28e fauteuil.
Après-guerre, il fait partie du comité d'honneur de l'Association pour défendre la mémoire du maréchal Pétain,.
Il est président de l’Association des écrivains combattants, de janvier 1930 à juin 1936. C’est en tant que président de cette association qu’il accueille, le 6 mai 1932, le président Paul Doumer à une réunion littéraire qui comprenait la vente de livres d’anciens combattants à la fondation Salomon de Rothschild, rue Berryer. Lorsque Doumer arrive à la table où sont exposés les ouvrages de Farrère, l’écrivain lui offre un exemplaire de La Bataille et lui signe une dédicace. C’est alors que Paul Gorgulov se détache de la foule et tire quatre coups à bout portant, puis un cinquième, sur Doumer, qui s’écroule. L'écrivain, qui a tenté de protéger le président, est blessé au bras.
En 1948, avec l'aide d'un comité, il s'occupait de décerner le « Grand prix de la mer » à des écrivains débutants. 
Il meurt à l'hôpital du Val-de-Grâce ; il repose au cimetière de Sainte-Foy-lès-Lyon avec son épouse. Son testament indiqua qu'il désignait comme légataire universel l'Association des écrivains combattants.

## Œuvre

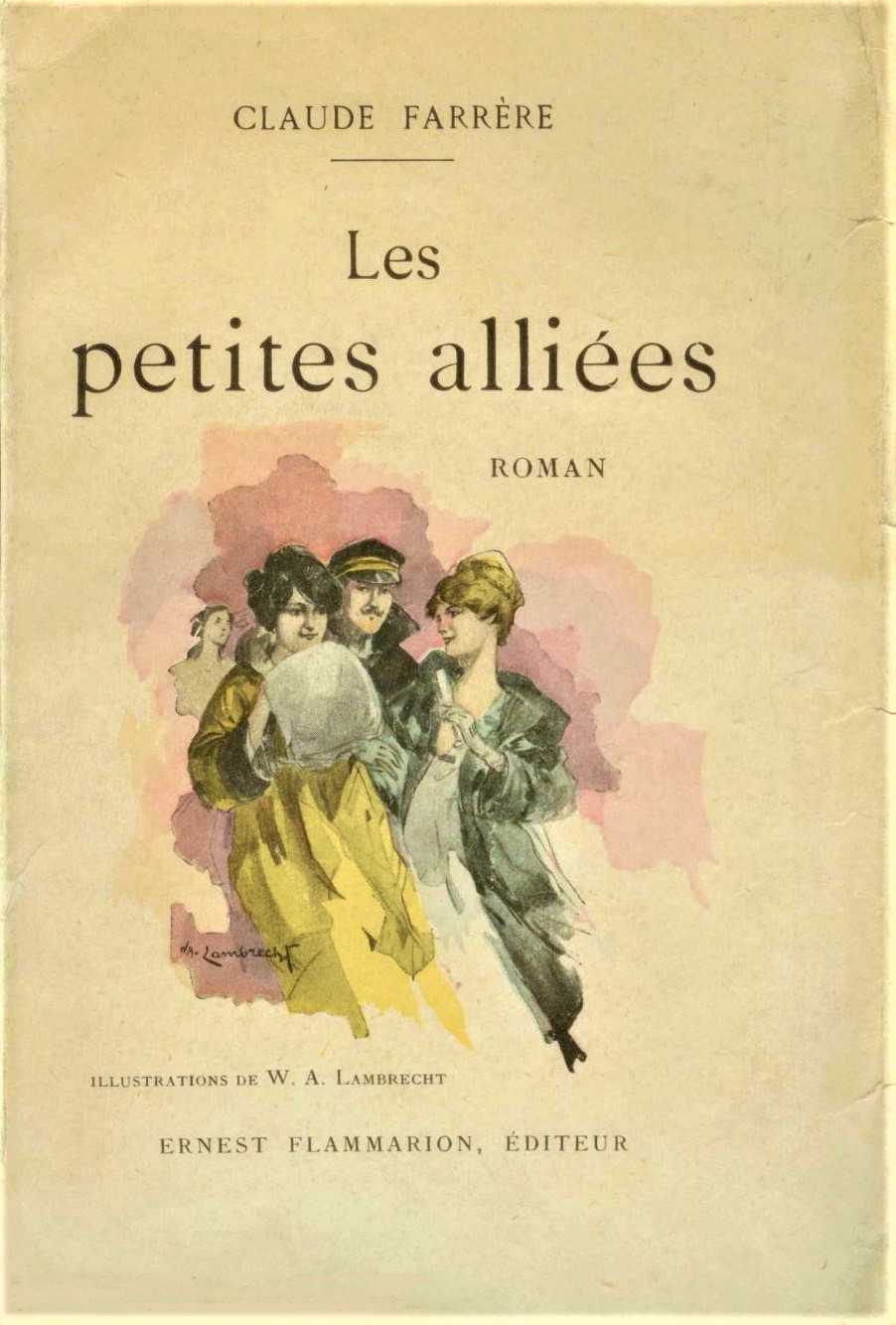
Couverture de William Adolphe Lambrecht pour Les petites alliées (1920).

- Les Deux Masques de cire (1928)
- Le Cyclone (1902)
- Fumée d'opium (1904)
- Les Civilisés (1905) - Prix Goncourt
- L'homme qui assassina (1906) En 1921, une édition illustrée de 47 bois de Gérard Cochet paraît chez l'éditeur Georges Crès & Cie avant l'édition bibliophilique en 1926 (Éditions d'art Devambez) enrichie de quinze eaux-fortes par Henri Farge.
- Pour vaincre la mer (1906)
- Mademoiselle Dax, jeune fille (1907)
- Trois hommes et deux femmes (1909)
- La Bataille (1909)
- Les Petites Alliées (1910)
- Thomas l'Agnelet (1911)[20]
- La Maison des hommes vivants (1911)
- Dix-sept histoires de marins (1914)
- Quatorze histoires de soldats (1916)
- La Veille d'armes (1917, en collaboration avec Lucien Népoty)
- La Dernière Déesse (1920)
- Les Condamnés à mort (1920)
- Roxelane (1920)
- La Vieille Histoire (1920)
- Bêtes et gens qui s'aimèrent (1920)
- Croquis d'Extrême-Orient (1921)
- L'Extraordinaire Aventure d'Achmet Pacha Djemaleddine (1921)
- Contes d'Outre-Mer et d'autres mondes (1921)
- Les Hommes nouveaux (1922)
- Stamboul (1922)
- Lyautey l'Africain (1922)
- Histoires de très loin ou d'assez près (1923)
- Trois histoires d'ailleurs (1923)
- Mes voyages : La promenade d'Extrême-Orient (vol. 1, 1924)
- Combats et batailles sur mer (1925, en collaboration avec le commandant Paul Chack)
- Une aventure amoureuse de Monsieur de Tourville (1925)
- Une jeune fille voyagea (1925)
- L'Afrique du Nord (1925)
- Mes voyages : En Méditerranée (vol. 2, 1926)
- Le Dernier Dieu (1926)
- Cent millions d'or (1927)
- La fin de Psyché (fin du roman Psyché de Pierre Louys (1927)
- La Nuit en mer, Paris, libr. Flammarion, coll. « Les Nuits » (1928)
- L'Autre Côté (1928)
- La Porte dérobée (1929)
- La Marche funèbre (1929)
- Loti (1929)
- Loti et le chef (1930)
- Turquie ressuscitée (1930)
- Shahrâ sultane et la mer (1931)
- L'Atlantique en rond (1932)
- Deux combats navals, 1914 (1932)
- Sur mer, 1914 (1933)
- Les Quatre Dames d'Angora (1933)
- Extrême-orient, Paris, Flammarion, 1934 [constitué par des pages empruntées à Mes voyages : la promenade d'Extrême-orient]
- Histoire de la Marine française (1934)[21]
- Le Quadrille des mers de Chine (1935)
- L'Inde perdue (1935)
- Sillages, Méditerranée et navires (1936)
- L'Homme qui était trop grand (1936, en collaboration avec Pierre Benoit)
- Visite aux Espagnols (1937)
- Les Forces spirituelles de l'Orient (1937)
- Le Grand Drame de l'Asie (1938)
- Les Imaginaires (1938)
- La Onzième Heure (1940)
- François Darlan, Amiral de France et sa Flotte (1940)
- L'Homme seul (1942)
- Fern-Errol (1943)
- La Seconde Porte (1945)
- La Gueule du lion (1946)
- La Garde aux portes de l'Asie (1946)
- La Sonate héroïque (1947)
- Escales d'Asie (1947)
- Les Deux Pages du Roy (1947) comte illustré pour enfant
- Cent dessins de Pierre Loti commentés par Claude Farrère (1948)
- Job, siècle XX (1949)
- La Sonate tragique (1950)
- Le Pavillon sur la dune, dans Les Œuvres libres, 1er août 1950
- Je suis marin (1951)
- La Dernière Porte (1951)
- L'Île aux images, dans Les œuvres libres 1er août 1951
- Le Traître (1952)
- La Sonate à la mer (1952)
- L'Élection sentimentale (1952), éd. Baudinière
- Les Petites Cousines (1953)
- Mon ami Pierre Louÿs (1953)
- L'amiral Courbet, vainqueur des mers de Chine, éd. françaises d'Amsterdam (1953)
- Jean-Baptiste Colbert (1954)
- Le Juge assassin (1954)
- Lyautey créateur (1955)
- Florence de Cao-Bang (1960) roman publié après sa mort, à la demande de Claude Farrère

### Théâtre
- L'École de jazz de Claude Farrère et Dal Médico (1927)[22]
- Les Tribulations d'un Chinois en Chine (1931)[23]

## Préfaces
- Désordres à Pondichéry de George Delamare, Les éditions de France, 211 p., 1938, auteur de la Lettre-préface.

## Postérité
Son nom a été donné à une distinction littéraire délivrée par l’Association des écrivains combattants, le prix Claude-Farrère, créé en 1959 pour « un roman d'imagination et n'ayant obtenu antérieurement aucun grand prix littéraire ».

## Hommages

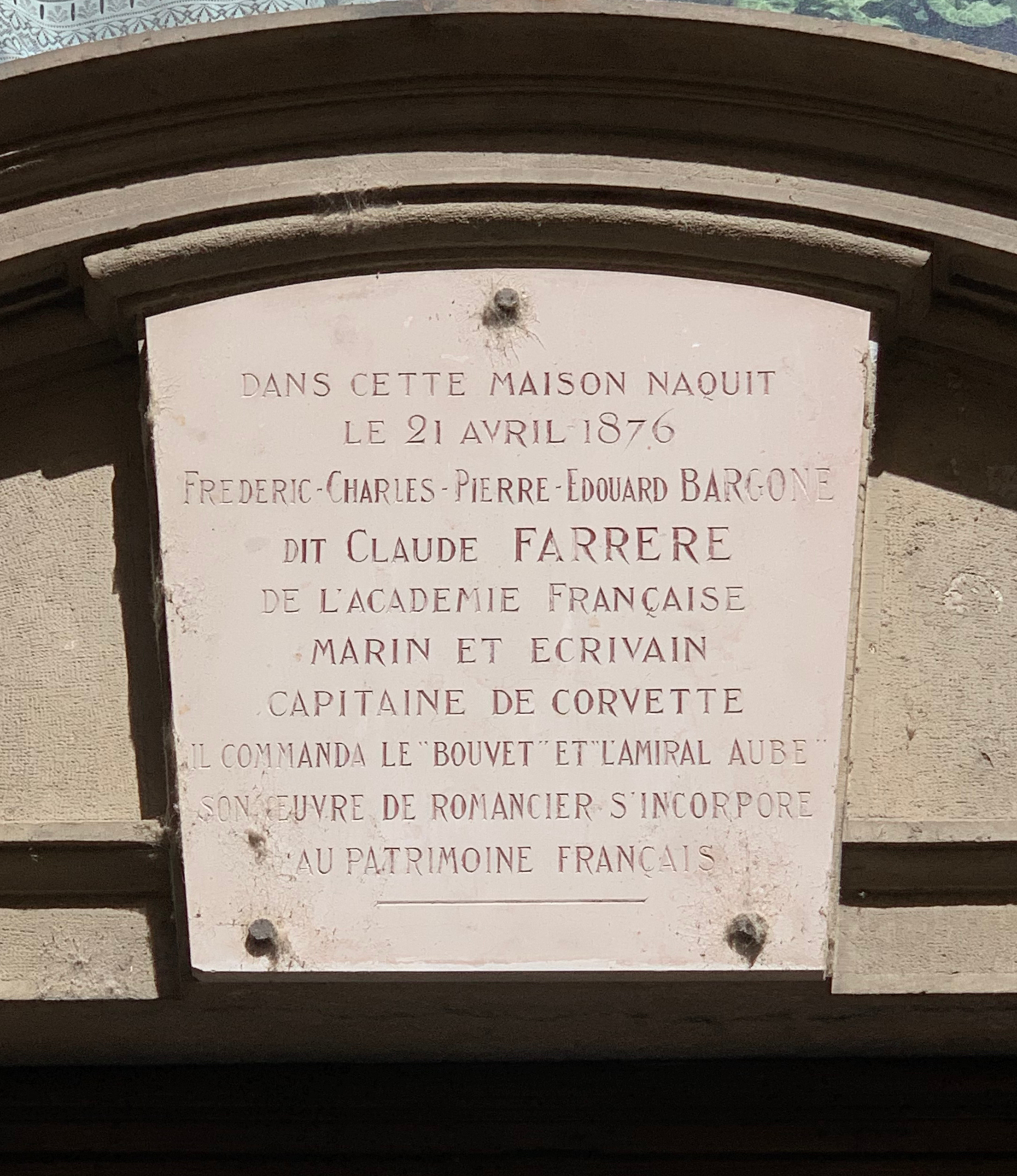
Plaque sur l'immeuble où il est né à Lyon, au 31 rue Godefroy.

Plusieurs voies publiques ou établissements portent son nom dont  :
- une rue dans le quartier Montchat, dans le 3e arrondissement de sa ville natale de Lyon ;
- une rue dans le 16e arrondissement de Paris ;
- une rue d'Ermont, banlieue nord de Paris ;
- une avenue de Toulon (qui croise la rue Pierre Loti) ;
- une avenue à Saint-Jean-de-Luz, sur la côte basque, avec une plaque commémorative devant son ancienne propriété ouvrant sur l'océan Atlantique.
- une rue, Klodfarer caddesi (transcription phonétique en turc de son nom), dans le quartier de Sultanahmet à Istanbul ;
- une école à Saint-Priest, dans la banlieue lyonnaise.